# Cardueae
Cardueae, tribus glavočika u potporodici Carduoideae.

## Povijest
Pleme Cardueae je jedno od najvećih u Compositae, s oko 2400 vrsta u 73 roda (Susanna i GarciaJacas 2007). Također je jedan od najkompliciranijih zbog velike morfološke raznolikosti i jer obuhvaća neke od najvećih rodova porodice. Cardueae su bile obično podijeljen u četiri taksonomske cjeline, ali rang i razgraničenje ovih jedinica uvijek je bilo problematično. Najranija klasifikacija plemena po Cassiniju (1816) prepoznao je tri odvojena plemena, Echinopseae, Carlineae i Cardueae, ovo posljednje sa dva podplemena, Carduinae i Centaureinae. Bentham (1873) i Hoffmann (1893), nasuprot tome, predložili su široko definirane Cardueae koje se sastoje od četiri podplemena: Echinopsinae, Carlininae, Carduinae i Centaureinae. Ovaj tretman je bio općenito prihvaćen sve do Wagenitza (1976.) izdvojili su Echinopseae kao zasebno pleme, prijedlog koji je ponovno uveo Petit 1988. Dittrich (1977) se vratio Cassinijevim pogledima i razdvojio oboje Echinopseae i Carlineae. S obzirom na nedostatak slaganja, Bremer (1994) usvoja konzervativniji pristup i priznaje samo jedno pleme. Konačno, uglavnom na temelju molekularnih podataka (Susanna et al. 2006) ali također na morfološkim osnovama, Susanna i Garcia-Jacas (2007) usvojili su široki koncept jednog plemena sa četiri podplemena Bentham (1873) i Hoffmann (1893) plus jedno pronađeno peto podpleme, Cardopatiinae.
Sve molekularne analize zaključile su da su Cardueae monofileti, uključujući najčešće segregirana podplemena Carlininae i Echinopinae. Unatoč dubokim razlikama u habitusu, floralnoj morfologiji i anatomiji ahenija, sve Cardueae dijele neke karakteristike koje se ne nalaze drugdje u Compositae. Ključ je morfologija stila, koju karakterizira zadebljana artikulacija ispod grana gornjeg dijela obično s ovratnikom od dlačica i unutarnja stigmatična površina. Bez obzira na neke tvrdnje o dubokim razlikama (Duistermaat 1996; Häffner 2000), sve stilske varijante unutar plemena mogu se objasniti kao varijacije ove osnovne građe.
Većina poteškoća za dodjeljivanje plemenskog ili potplemenskog ranga nastala je u podplemenima Carlininae i Echinopinae, koja se prilično razlikuju od jezgre Cardueae (podplemena Carduinae i Centaureinae). Carlininae pokazuju neke vrlo arhaične značajke: Atractylis L. i dio Carlina L. imaju prave ligule, koje se ne nalaze drugdje u Cardueae. Većina vrsta Carlina dijeli kompliciranu involukralnu strukturu koja se tumači kao sincefalija trećeg reda (Meusel i Kohler 1960; Meusel i Kästner 1994), tumačenje koje Petit (1988) odbacuje. Echinopinae su monotipsko podpleme, Echinops L., koje karakterizira jednostruka kapitula grupirana u glave drugog reda. Ova je struktura bila glavni razlog za izdvajanje Echinopinae kao različitog plemena od strane Wagenitza (1976), Dittricha (1977) i Petita (1988, 1997). Homologije sinflorescencije Echinopsa iznimno je teško ustanoviti, kao što je obično slučaj s visoko izvedenim sincefalijama (Stuessy i Spooner 1988), na primjer, dva roda problematičnog položaja unutar Compositae, Gundelia L. i Hecastocleis A.Gray, su sincefalni. Zapravo, kontradiktorni rezultati koje su različiti autori dobili u kladističkim analizama morfoloških podataka.
Osim problematičnog razgraničenja Cardueae, granice između klasična četiri podplemena također su bile teško uspostaviti. Na primjer, prethodne klasifikacije (Bentham 1873; Hoffmann 1893; Dittrich 1977; Bremer 1994) smjestile su Amphoricarpos Vis., Cardopatium Juss., Chardinia Desf., Cousiniopsis Nevski, Siebera J.Gay, Staehelina L. i Xeranthemum L. unutar Carlininae, dok je Petit (1997.) premjestio Cardopatium i Cousiniopsis u Echinopseae (kojima je dodijelio plemenski rang), a ostale rodove u Cardueae-Carduinae. Druge rodove bilo je vrlo teško klasificirati, kao što je Berardia Vill., koju je Bremer (1994.) uvrstio među Cardueae, Dittrich (1996.a) smjestio u Mutisieae, a Garcia-Jacas et al. ponovno vratio u Cardueae-Carduinae. (2002).
Konačno, tu su i problemi generičkog razgraničenja koje postavljaju neki veliki rodovi plemena: Carduus L. (90 spp.), Cirsium Mill. (250 spp.), Centaurea L. (400 spp. u starijim klasifikacijama), Cousinia Cass. (600 spp.), Jurinea Cass. (200 spp.) i Saussurea DC. (300 spp.). Prirodno razgraničenje Centauree postigli su Garcia-Jacas et al. (2000, 2001, 2006), Häffner i Hellwig (1999) napravili su neke aproksimacije granica Carduusa i Cirsiuma, a sistematika kompleksa Arctium nedavno je dobila važan poticaj (López-Vinyallonga et al. 2009), ali ostali problemi i dalje postoje. Mnogi mali rodovi iz srednje i zapadne Azije opisani su na temelju cijepanja Jurinea. Na primjer, Diplazoptilon Ling, Hyalochaete Dittrich & Rech. f., Jurinella Jaub. & Spach, Himalaiella Raab-Straube, Modestia Iljin i Outreya Jaub. & Spach su sumnjive segregacije koje su Susanna i Garcia-Jacas spojili u veći rod (2007).

## Podtribusi
1. Tribus Cardueae Cass.
  1. Subtribus Cardopatiinae Less.
    1. Cardopatium Juss. (2 spp.)
    2. Cousiniopsis Nevski (1 sp.)

  2. Subtribus Carlininae Dumort.
    1. Tugarinovia Iljin (1 sp.)
    2. Atractylodes DC. (4 spp.)
    3. Carlina L. (29 spp.)
    4. Chamaeleon Cass. (5 spp.)
    5. Thevenotia DC. (2 spp.)
    6. Atractylis Boehm. (26 spp.)

  3. Subtribus Echinopsinae Cass. ex Dumort.
    1. Echinops L. (218 spp.)

  4. Subtribus Xerantheminae Cass. ex Dumort.
    1. Shangwua Yu J. Wang, Raab-Straube, Susanna & J. Quan Liu (3 spp.)
    2. Amphoricarpos Vis. (5 spp.)
    3. Chardinia Desf. (1 sp.)
    4. Siebera J. Gay (2 spp.)
    5. Xeranthemum L. (6 spp.)

  5. Subtribus Dipterocominae N. Garcia & Susanna
    1. Dipterocome Fisch. & C. A. Mey. (1 sp.)

  6. Subtribus Berardiinae N. Garcia & Susanna
    1. Berardia Vill. (1 sp.)

  7. Subtribus Staehelininae N. Garcia & Susanna
    1. Staehelina L. (4 spp.)
    2. Hirtellina Cass. (3 spp.)

  8. Subtribus Onopordinae N. Garcia & Susanna
    1. Onopordum L. (60 spp.)
    2. Syreitschikovia Pavlov (2 spp.)
    3. Xanthopappus C. Winkl. (1 sp.)
    4. Ancathia DC. (1 sp.)
    5. Olgaea Iljin (16 spp.)
    6. Lamyropappus Knorring & Tamamsch. (1 sp.)
    7. Synurus Iljin (3 spp.)
    8. Alfredia Cass. (6 spp.)

  9. Subtribus Saussureinae N. Garcia & Susanna
    1. Hemisteptia Bunge ex Fisch. & C. A. Mey. (1 sp.)
    2. Polytaxis Bunge (3 spp.)
    3. Saussurea DC. (503 spp.)
    4. Dolomiaea DC. (20 spp.)
    5. Anacantha (Iljin) Soják (3 spp.)
    6. Himalaiella Raab-Straube (10 spp.)
    7. Lipschitziella Kamelin (9 spp.)
    8. Jurinea Cass. (232 spp.)

  10. Subtribus Arctiinae N. Garcia & Susanna
    1. Cousinia Cass. (683 spp.)
    2. Arctium L. (45 spp.)

  11. Subtribus Carduinae Dumort.
    1. Galactites Moench (3 spp.)
    2. Cynara L. (11 spp.)
    3. Ptilostemon Cass. (15 spp.)
    4. Lamyropsis (Char.) Dittrich (6 spp.)
    5. Picnomon Adans. (1 sp.)
    6. Notobasis Cass. (1 sp.)
    7. Silybum Vaill. ex Adans. (2 spp.)
    8. Cirsium Mill. (470 spp.)
    9. Tyrimnus (Cass.) Cass. (1 sp.)
    10. Carduus L. (91 spp.)

  12. Subtribus Centaureinae (Cass.) Dumort.
    1. Schischkinia Iljin (1 sp.)
    2. Stizolophus Cass. (4 spp.)
    3. Zoegea L. (3 spp.)
    4. Plectocephalus D. Don (15 spp.)
    5. Phalacrachaena Iljin (2 spp.)
    6. Psephellus Cass. (112 spp.)
    7. Centaurea L. (759 spp.)
    8. Hymenocephalus Jaub. & Spach (1 sp.)
    9. Carthamus L. (16 spp.)
    10. Crocodylium Vaill. (3 spp.)
    11. Carduncellus Adans. (25 spp.)
    12. Phonus Hill (3 spp.)
    13. Archiserratula L. Martins (1 sp.)
    14. Serratula L. (4 spp.)
    15. Klasea Cass. (56 spp.)
    16. Crupina (Pers.) DC. (3 spp.)
    17. Rhaponticoides Vaill. (32 spp.)
    18. Karvandarina Rech. fil. (2 spp.)
    19. Callicephalus C. A. Mey. (1 sp.)
    20. Cheirolophus Cass. (28 spp.)
    21. Oligochaeta (DC.) K. Koch (3 spp.)
    22. Myopordon Boiss. (6 spp.)
    23. Rhaponticum Vaill. (28 spp.)
    24. Ochrocephala Dittrich (1 sp.)
    25. Centaurothamnus Wagenitz & Dittrich (1 sp.)
    26. Mantisalca Cass. (6 spp.)
    27. Goniocaulon Cass. (1 sp.)
    28. Tricholepis DC. (21 spp.)
    29. Russowia C. Winkl. (1 sp.)
    30. Plagiobasis Schrenk (1 sp.)
    31. Amberboa (Pers.) Less. (12 spp.)
    32. Volutaria Cass. (16 spp.)